# 城ノ龍康允
城ノ龍 康允（しろのりゅう やすまさ、1983年9月7日 - ）は、モンゴル国・トゥブ県出身で境川部屋（入門時は中立部屋）に所属していた元大相撲力士。本名は小林 光星（こばやし こうせい）、モンゴル名はエルデネツォグト・オドゲレル（モンゴル語キリル文字表記：Эрдэнэцогтын Одгэрэл）。現役時代は身長180cm、体重118kg、血液型O型。得意手は右四つ、寄り。最高位は西十両筆頭（2010年11月場所）。

## 来歴
2000年に16歳で来日し、鳥取城北高校に相撲留学した。追手風部屋所属の大翔湖と尾車部屋所属の星風は同じ相撲部出身で同級生にあたる。高校卒業後に中立部屋に入門し、2003年1月場所に「城錦」の四股名で初土俵を踏んだ。入門のきっかけとなったのは当時定年間際であった境川親方（佐田の山）とNHK解説者の舞の海の存在であり、この2人の信頼を得ている中立（元小結・両国）に人望を感じたという。後年関ノ戸（元小結・岩木山）と琴欧洲（現役名年寄（当時）、元大関・琴欧洲）の対談では、納豆を平気で食べられる反面味噌汁が嫌いであることを不思議がられていた。初土俵からわずか1年で幕下へ昇進したが、そこから5年以上も幕下で足踏みが続く。小柄な体格で2009年7月場所中には左目の網膜剥離の手術も受けるなど苦労も続き、一時は引退も考えたという。2007年1月場所からは四股名を「城ノ龍」と改名した。
2010年初頭に日本相撲協会は2009年11月6日で城ノ龍が日本国籍を取得したことを発表した。日本名における「小林」という姓は、師匠の境川親方（両国）の本名からもらって付けたものである。同年5月場所では自己最高位となる東幕下7枚目の位置で5勝2敗の成績を挙げて、初めて幕下15枚目以内で勝ち越した。
2010年に発覚した大相撲野球賭博問題に関与していたものの、賭け金の金額が軽微だとして同年7月場所への出場は許可された。その7月場所において東幕下4枚目の位置で5勝2敗の成績を挙げ、翌9月場所における新十両が決定した。新十両の昇格決定の記者会見では前述の経緯もあり、本人は涙を浮かべ、師匠の境川親方は冒頭で謝罪文を読み上げた上に会見中に号泣するという異例の雰囲気での記者会見となった。しかし、大相撲野球賭博問題ではその後の警視庁による調査により、2011年2月15日に野球賭博に客として参加した容疑で書類送検され、同年3月17日には賭博罪で略式起訴された。
新十両の場所となった2010年9月場所では10勝5敗の好成績を挙げたが、自己最高位となる西十両筆頭の位置まで番付を大きく上げた翌11月場所では6勝9敗と負け越した。翌2011年1月場所では10日目の鳰の湖戦において右膝前十字靭帯を損傷したために翌11日目からは休場して結果的には4勝7敗4休と振るわず、同年5月技量審査場所でも東十両11枚目の位置で5勝10敗と大敗を喫してしまったものの、大相撲八百長問題により多数の力士が引退した影響から、大きく負け越していながらも翌7月場所では逆に西十両9枚目へと番付が上がった。その7月場所では8勝7敗と勝ち越したものの、翌9月場所から3場所連続で負け越してしまい、2012年3月場所において幕下へ陥落した。
2013年1月場所において再び十両へ昇進したものの、早々と10日目に負け越しが決まり、加えてその10日目の北磻磨戦において首を痛めてしまい、中心性頸髄損傷で全治1ヶ月との診断を受けて翌11日目からは休場し、結果的には2勝9敗4休と大敗して、翌3月場所では幕下へ陥落した。その後は、膝の調子が思わしくないことから限界であると感じ、同年9月場所限りで現役を引退した。10月5日に東京都内で断髪式を行った後モンゴルに帰国。2017年4月に出版された石浦外喜義の著書によると、医療関連のビジネスマンになっているといい、その分野で日本とモンゴルとの間に架け橋を作ろうとしているという。
現在、外国人材紹介会社のTUSHIG TSUYOSHI LLC代表（送出機関：2018年6月18日許可）

## 主な成績

### 通算成績
- 通算成績：261勝234敗18休  勝率.527
- 十両成績：51勝76敗8休  勝率.402
- 幕下成績：153勝131敗10休  勝率.539
- 現役在位：64場所
- 十両在位：9場所
- 幕下在位：42場所

### 場所別成績
| | 一月場所 初場所（東京） | 三月場所 春場所（大阪） | 五月場所 夏場所（東京） | 七月場所 名古屋場所（愛知） | 九月場所 秋場所（東京） | 十一月場所 九州場所（福岡） |
| --- | ----------------------- | ----------------------- | ----------------------- | --------------------------- | ----------------------- | --------------------------- |
| 2003年 （平成15年） | （前相撲）              | 東序ノ口28枚目 6–1      | 西序二段49枚目 6–1      | 東三段目84枚目 3–4          | 西序二段9枚目 6–1       | 東三段目48枚目 5–2          |
| 2004年 （平成16年） | 東三段目22枚目 5–2      | 西幕下58枚目 6–1        | 東幕下28枚目 1–6        | 西幕下58枚目 3–4            | 東三段目13枚目 4–3      | 西三段目2枚目 4–3           |
| 2005年 （平成17年） | 東幕下54枚目 3–3–1      | 東三段目5枚目 3–4       | 西三段目20枚目 5–2      | 東幕下58枚目 4–3            | 東幕下49枚目 4–3        | 西幕下41枚目 4–3            |
| 2006年 （平成18年） | 東幕下33枚目 3–4        | 東幕下41枚目 3–4        | 西幕下52枚目 3–4        | 西三段目6枚目 5–2           | 東幕下48枚目 3–4        | 西幕下57枚目 3–4            |
| 2007年 （平成19年） | 西三段目10枚目 5–2      | 西幕下52枚目 6–1        | 西幕下23枚目 5–2        | 東幕下13枚目 2–5            | 西幕下27枚目 3–4        | 東幕下36枚目 3–4            |
| 2008年 （平成20年） | 西幕下44枚目 3–4        | 西幕下52枚目 4–3        | 西幕下43枚目 6–1        | 西幕下18枚目 4–3            | 西幕下14枚目 3–4        | 東幕下20枚目 4–3            |
| 2009年 （平成21年） | 西幕下16枚目 2–5        | 西幕下29枚目 4–3        | 西幕下22枚目 0–1–6      | 西幕下57枚目 5–2            | 西幕下41枚目 6–1        | 西幕下17枚目 3–4            |
| 2010年 （平成22年） | 西幕下23枚目 4–3        | 西幕下19枚目 6–1        | 東幕下7枚目 5–2         | 東幕下4枚目 5–2             | 西十両11枚目 10–5       | 西十両筆頭 6–9              |
| 2011年 （平成23年） | 西十両5枚目 4–7–4       | 八百長問題 により中止   | 東十両11枚目 5–10       | 西十両9枚目 8–7             | 西十両6枚目 7–8         | 東十両8枚目 4–11            |
| 2012年 （平成24年） | 西十両14枚目 5–10       | 西幕下5枚目 4–3         | 東幕下2枚目 3–4         | 西幕下5枚目 3–4             | 西幕下8枚目 4–3         | 東幕下3枚目 4–3             |
| 2013年 （平成25年） | 西十両13枚目 2–9–4      | 西幕下9枚目 1–3–3       | 西幕下34枚目 4–3        | 西幕下26枚目 2–5            | 東幕下44枚目 引退 5–2–0 | x                           |
| 各欄の数字は、「勝ち-負け-休場」を示す。 優勝 引退 休場 十両 幕下 三賞：敢=敢闘賞、殊=殊勲賞、技=技能賞 その他：★=金星 番付階級：幕内 - 十両 - 幕下 - 三段目 - 序二段 - 序ノ口 幕内序列：横綱 - 大関 - 関脇 - 小結 - 前頭（「#数字」は各位内の序列） |                         |                         |                         |                             |                         |                             |

## 改名歴
- 城錦 康允（しろにしき やすまさ）2003年1月場所-2006年12月場所
- 城ノ龍 康允（しろのりゅう -）2007年1月場所-2013年9月場所
  - 初めて番付に名前が載った2003年3月場所から5月場所まで番付表に「城錦康充」と誤記された。7月場所からは訂正され、その後番付表で誤記は発生していないが、旧goo大相撲及び大相撲携帯サイトのプロフィールページでは改名した際に「城ノ龍康充」と誤記され、十両昇進まで訂正されなかった。